# Akusmatik
Das Wort Akusmatik (griechisch Akousma „auditive Wahrnehmung“) bezeichnet eine Musik, deren Klangerzeugungsmittel nicht sichtbar und meist auch nicht identifizierbar sind. Es entsteht eine Situation reinen Hörens, da die Aufmerksamkeit nicht durch eine sichtbare oder vorhersehbare Klangquelle beeinflusst wird.

## Begriffsgeschichte
Der Begriff Akusmatik bezieht sich auf eine Pythagoras-Überlieferung, der zufolge nur seine engsten Schüler ihn bei seinem Unterricht sehen durften. Die neuen Schüler mussten hinter einem Vorhang Platz nehmen und konnten so weder die erklärenden Gesten noch die Physiognomie des Pythagoras sehen. Ihnen fehlten somit alle visuellen Informationen, so dass sie dem Unterricht lediglich durch intensives Zuhören folgen konnten. Diese Schüler wurden Akusmatiker genannt, da sie auf die akustische Wahrnehmung angewiesen waren.
Mit dem Aufkommen der Radiophonie und der Entstehung der ersten Geräuschmusiken wurde auch diskutiert, mit diesem Wort Musik zu bezeichnen. Im 20. Jahrhundert verwendete der Schriftsteller Jérôme Peignot erstmals die Bezeichnung „bruit acousmatique“ (frz. „akusmatisches Geräusch“). 1955 schlug er den Ausdruck in Musique Animée, einer Sendung der Groupe de Recherches de Musique concrète, vor: „Ein akusmatisches Geräusch, heißt es (im Wörterbuch), sei ein Klang, den man hört, ohne daß sich seine Ursachen nachweisen lassen.“ In Traité des Objets Musicaux (1966) greift Pierre Schaeffer den Begriff wieder auf und bezieht ihn dort auf ein reduziertes Hören. Er vergleicht dabei die Rolle seines Tonbandgerätes mit der des pythagoräischen Vorhangs. Jedoch hat er darüber hinaus keinen großen Gebrauch von dem Begriff gemacht.
1974 schlug François Bayle vor, das Wort „Akusmatik“ zur Bezeichnung der speziellen Hörbedingungen von Musik zu verwenden, die für die ausschließliche Vermittlung mittels Tonträger bestimmt ist. Der Ausdruck „elektroakustische Musik“ war nicht mehr geeignet, um die musikalische Arbeit im Studio zu bezeichnen, seit elektroakustische Musikinstrumente existierten, und daher wurde ein neuer Terminus für diese Art von Musik benötigt. Bayle bezeichnete seitdem die Musik, die im Studio gestaltet und im Konzertsaal projiziert wird, als Musique Acousmatique („akusmatische Musik“). In diesem Sinn ist der Begriff Akusmatik seitdem im Bereich der zeitgenössischen Musik etabliert.

## Die akusmatische Musik
François Bayles Bezeichnung Musique Acousmatique verweist auf zwei Umstände der akusmatischen Musik: Zum einen wird deutlich, dass die Klangerzeugungsmittel nicht sichtbar sind und oft auch nicht genau identifiziert werden können, und zum anderen wird auf die Situation reinen Hörens verwiesen. Der Begriff Akusmatik bezeichnet also allgemein ein musikalisch-akustisches Ereignis, dessen Erklingen nicht in direktem Zusammenhang zu seinem Ursprung steht. Alle Musik, die einzig für die Vermittlung über Tonträger (LP, CD, MP3 etc.) geschaffen wird, ist somit akusmatische Musik, ganz im Gegensatz zur Live-Musik (die ebenfalls aufgezeichnet werden kann, aber eben nicht oder nicht ausschließlich für den Tonträger bestimmt ist). Akusmatik ist also Musik, die aus intentionalen Gründen ausschließlich über den Umweg elektronischer Aufzeichnung zum Erklingen gebracht werden kann.
François Bayle strebte eine Komposition mit sogenannten „images-de-sons“ (Klangbildern) an, die die fehlenden visuellen Informationen einer Lautsprecheraufführung kompensieren sollten. „Durch die Eigenschaften des Bildes werden ganz allgemein Repräsentationsmodi definiert, die im weitesten Sinne eine mediale Speicherung implizieren, das heißt, jede Art einer Informationsverkettung, die eine Montage, Umkehrung, Transformation, Extraktion, Herauslösung, Synchronisation, Überlagerung, etc. erlaubt … und ein Verfahren der Objekt-Sprache bedingt.“
In seinem Buch Musique Acousmatique unterscheidet er zwei Arten der Akusmatik: banal und originell. Banal in diesem Sinne ist jede Übertragung, die über Lautsprecher oder Radio ertönt und somit die Klangquellen verdeckt, die aber während der Aufnahme existiert haben. Es handelt sich hier um eine reine Vermittlung. Wirklich akusmatisch ist François Bayle zufolge die Musik, die in Form von Klangbildern oder i-Klängen gestaltet und projiziert wird.
Im Gegensatz zu Frankreich oder Kanada ist der Begriff Akusmatik in Deutschland kaum im musikalischen Bewusstsein verankert. Für die Etablierung des Begriffes in Kanada trägt Francis Dhomont die Hauptverantwortung.

## Die akusmatische Hörweise
Die Akusmatik präsentiert sich als das Hören des Hörens. Die Hörwahrnehmung hat sich gewandelt: „Das, was erklingt, ist nicht mehr an seine Ursache gebunden (die verborgen bleiben wird, definitiv woanders im Raum und früher in der Zeit), aber an deren eingefangene Form.“ Durch ein dazwischengeschaltetes Trägermedium ist es zu einem Klangbild geworden. Es entsteht also eine Situation reinen Hörens, da die Aufmerksamkeit nicht durch eine sichtbare oder vorhersehbare Klangquelle beeinflusst wird. Akusmatik und Visibilität der Klangproduktion bzw. -reproduktion schließen sich gegenseitig aus. Francis Dhomont stellt dabei fest: Die akusmatische Musik „sei von Anfang an dafür konzipiert, ohne visuelle Interventionen gehört zu werden.“ Und Pierre Schaeffer meint in Traité des Objets Musicaux, dass es nicht länger darum geht, wie ein subjektives Hören die Realität interpretiert. Das Hören selbst wird jetzt zu dem Phänomen, was es zu betrachten gilt.

## Aufführungspraxis
Die akusmatische Musik wird im Studio entwickelt und bei ihrer Aufführung im Konzertsaal projiziert. Für das „Moment der aufführungspraktischen Anpassung eines individuellen musikalischen Objekt-Raumes an die akustischen Eigenheiten des Konzertauditoriums“ hat François Bayle das Akusmonium erfunden. Dies ist ein Instrument zur Inszenierung des Hörbaren. Der Komponist/Musiker sitzt dabei am Mischpult und hat die Möglichkeit sein Werk zu gestalten. Durch die Entscheidung, welche Momente der Komposition aus welchem der zahlreichen Lautsprecher des Akusmoniums wiedergegeben werden, verteilt der Komponist/Musiker das Werk sozusagen im Raum. Dieser Prozess, die räumliche Interpretation eines Werkes, wird auch als 'Diffusion' bezeichnet, ist aber nicht mit demselben Term in der Akustik zu verwechseln. 1974 fand das erste Konzert mit einem Akusmonium der Groupe de recherches musicales im Espace Cardin, Paris statt. Aufgeführt wurden L’Expérience Acoustique und die Uraufführung von Vibrations Composées von François Bayle.

## Probleme der Akusmatik
François Bayle ist der Meinung, dass die Akusmatik dank des Mediums Radio Erfolg hätte haben können, wenn sie sich mit dem Status einer angewandten Kunst begnügt hätte, die Disziplin wollte aber spezifisch musikalisch sein. Trotzdem ist bisher ein umfangreiches Repertoire der akusmatischen Musik entstanden, welches aber laut Bayle „in praktischer Hinsicht weiterhin schwer erschließbar bleibt“. Die Schwierigkeiten der Akusmatik liegen hauptsächlich in der Fixiertheit der Produktionsstudios, am hohen technischen Aufwand für die Wiedergabe bei der Aufführung und in den Beschränkungen der traditionellen Aufführungsräume, die in der Regel mit Hinblick auf instrumentale Konzerte errichtet wurden. Es existieren jedoch heute in einigen Einrichtungen Konzertsäle, die auf diese Anforderungen vorbereitet sind, so etwa der Espace de projection des IRCAM, der Curt-Sachs-Saal des Berliner Staatlichen Institutes für Musikforschung, der über eine integrierte 16-Kanal Beschallungsanlage mit 93 Lautsprechern verfügt, oder – als Extrem – der Wellenfeldsynthese-Hörsaal 104 der TU Berlin mit über 2700 Lautsprechern, die über 832 unabhängige Kanäle gesteuert werden können.